# Rimbach (Bornhagen)
Rimbach ist ein Ortsteil von Bornhagen im Landkreis Eichsfeld in Thüringen.

## Geschichte
Rimbach wurde am 2. April 1371 erstmals urkundlich erwähnt. Der unter der Burg Hanstein am mittleren südlichen Hang angelegte Ortsteil wurde von Handwerkern, Dienst- und Kaufleuten gegründet, die sich unter der Burg niederließen, um denen von Hanstein zu dienen. Vermutlich war der Ort auch ein Marktplatz. 1429 wurde das Dorf von bewaffneten aus Erfurt, Nordhausen und Mühlhausen zerstört und kurz darauf wieder aufgebaut. Nach der Reformation war Rimbach kurzzeitig protestantisch geworden. 
1841 hatte Rimbach 297 Einwohner und war damit wesentlich größer als Bornhagen. Zum 1. April 1936 wurde die Ortschaft Rimbach in die Gemeinde Bornhagen eingegliedert. Auf Grund der Nähe zur innerdeutschen Grenze mussten sich die Bewohner von Rimbach den Grenzschutzmaßnahmen der DDR beugen. Jetzt ist das Gebiet um den Hanstein ein Ausflugsort.

## Sehenswürdigkeiten
- Die Burg Hanstein ist eine frühmittelalterliche Burgruine.
- Die katholische Kirche wurde vor 1400 erbaut. Der Doppelturm stammt aus dem Jahr 1921, der spätgotische Flügelaltar in der Kirche aus dem Jahr 1407.

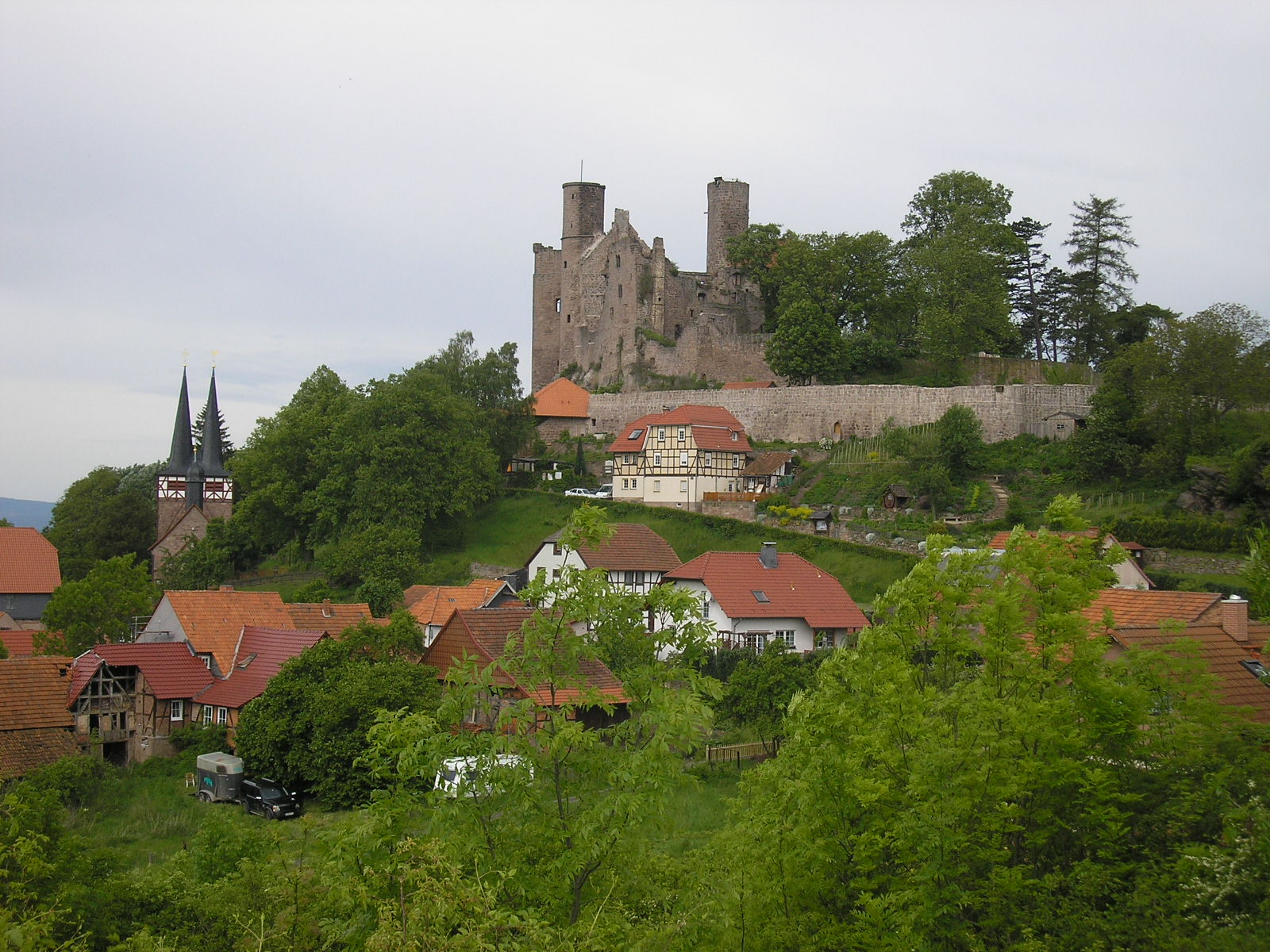
Blick auf die Burg Hanstein
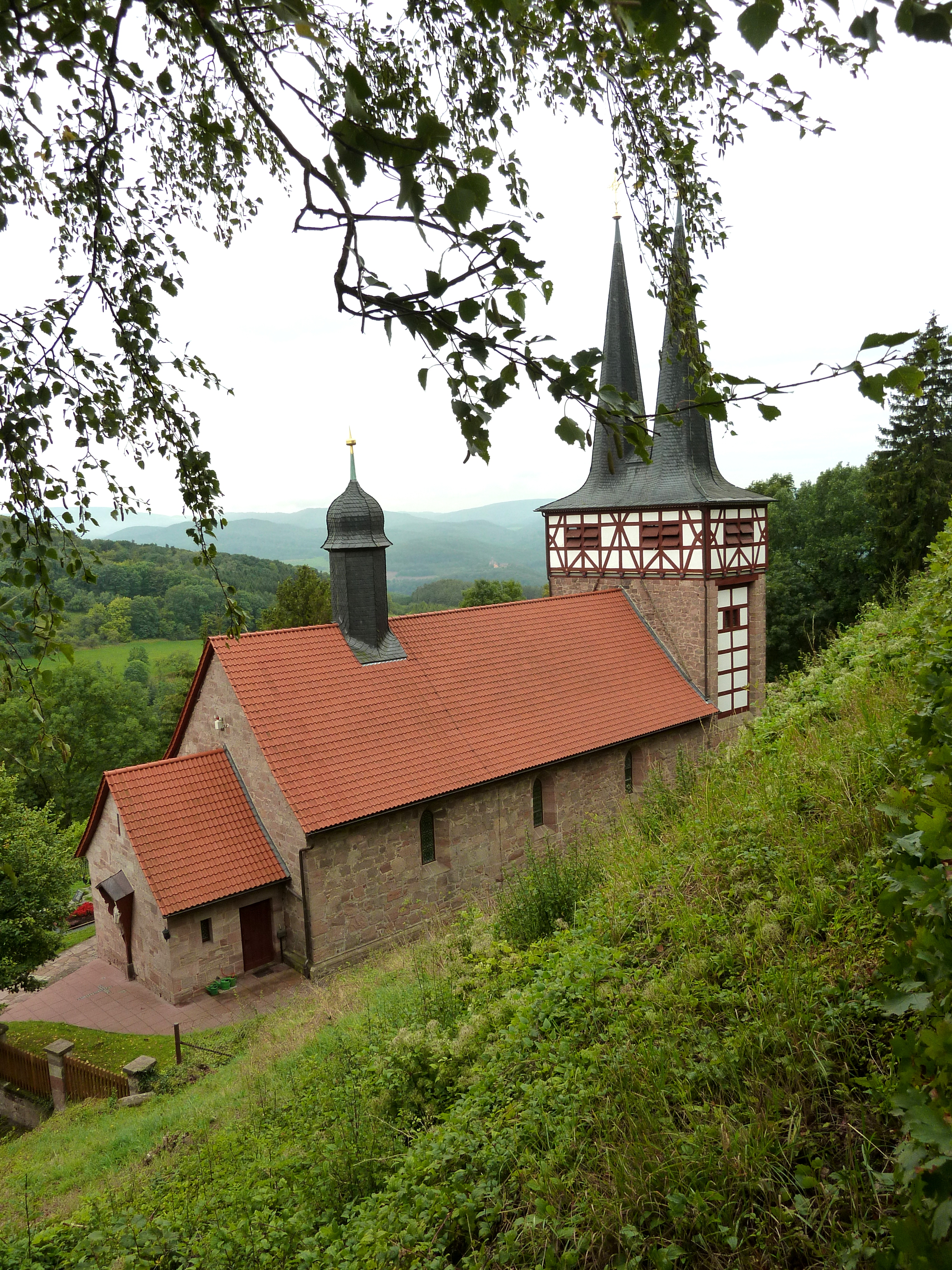
Katholische Kirche im Ortsteil Rimbach